# Mario Giordano (scrittore)

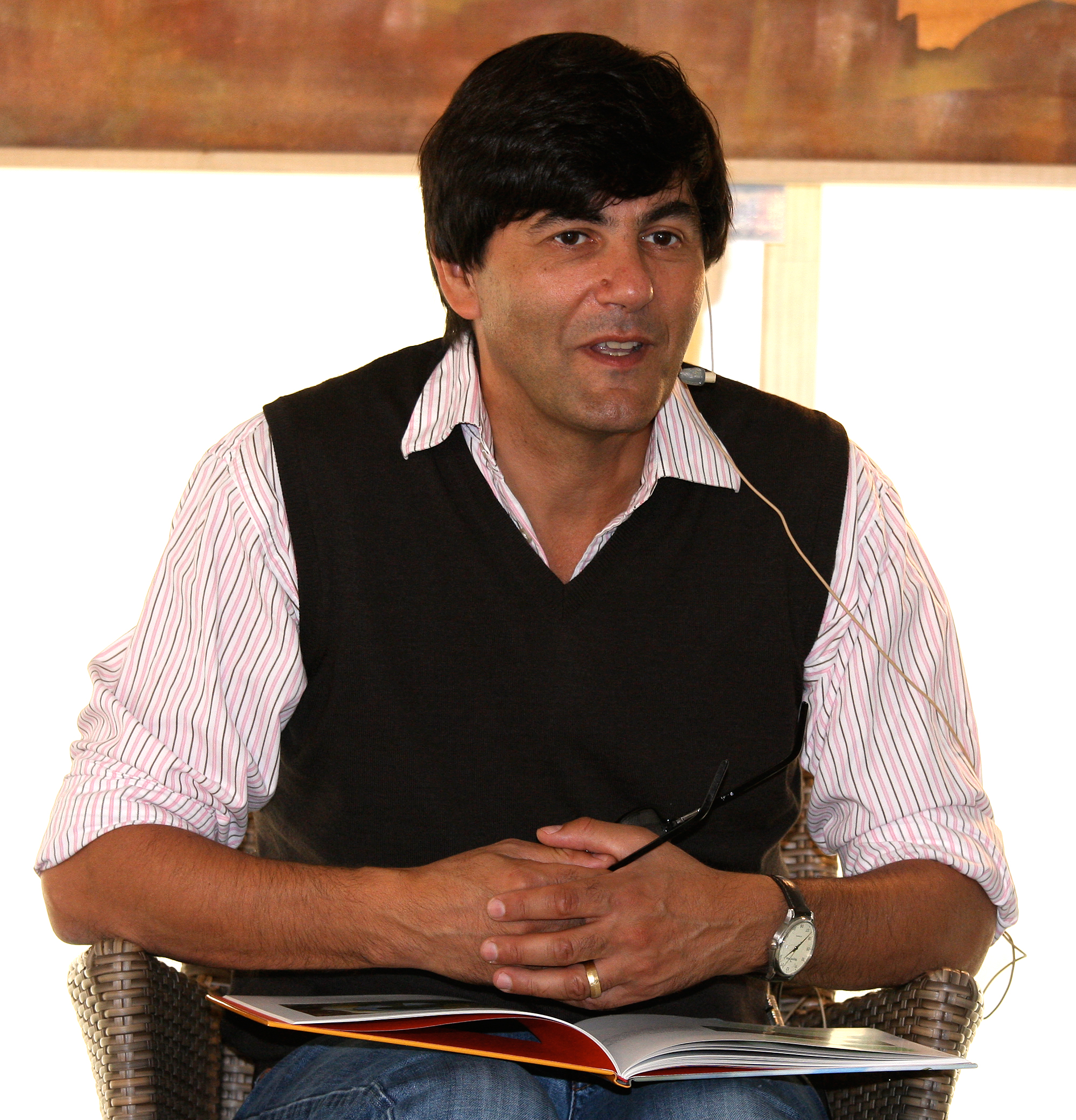
Mario Giordano (scrittore)

Mario Giordano (Monaco di Baviera, 30 maggio 1963) è uno scrittore e sceneggiatore tedesco.

## Biografia
Ha studiato psicologia e filosofia all'Università di Düsseldorf. 
La sua produzione comprende romanzi, racconti, libri per bambini e adolescenti, sceneggiature per film e radio.
Dal suo romanzo Black Box (1999), basato sull'esperimento carcerario di Stanford, è stato tratto il film The Experiment - Cercasi cavie umane, diretto da Oliver Hirschbiegel, che ha ricevuto il Premio del cinema della Baviera per la migliore sceneggiatura.
Per il suo romanzo Der aus den Docks ha ricevuto il tedesco Hans-im-Glück-Preis nel 1998.
Tiene conferenze sulla scrittura di sceneggiature all'Accademia del cinema del Baden-Württemberg e al Festival dei film di animazione (ITFS). Ha origini italiane.

## Libri
- Karakum, 1993
- (Drei vom Zirkus. I tre del circo. Ein Abenteuer in Deutsch und Italienisch, 1995)
- (Der aus den Docks, 1997)
- Black Box (Das Experiment, 1999) (anche come sceneggiatura), 1999
- Pangea (assieme a Andreas Schlüter), 2008
- (Apocalypsis I, 2012)
- (Cotton reloaded, 2012)
- (Apocalypsis II, 2013)
- (Apocalypsis III, 2014)

### SerieLe indagini della zia Poldi
- Mistero siciliano. Le indagini della zia Poldi (Tante Poldi und die sizilianischen Löwen, 2015), Roma, Newton Compton, 2017. ISBN 978-88-22-70417-7
- Il mistero del gattopardo. Le indagini della zia Poldi (Tante Poldi und die Früchte des Herrn, 2016), Newton Compton, Roma, 2018. ISBN 978-88-22-71576-0
- (Tante Poldi und der schöne Antonio, 2018)
- (Tante Poldi und die schwarze Madonna, 2019)
- (Tante Poldi und der Gesang der Sirenen, 2020)

## Sceneggiature
- The Experiment - Cercasi cavie umane, dal romanzo Black Box, 2001
- Lilalu im Schepperland, da Enid Blyton, 2000,